# 太陽と風の家
太陽と風の家（たいようとかぜのいえ）は、岩手県一関市東山町の石と賢治のミュージアム内にある博物館。最晩年に同市「東北砕石工場」で技師として契約していた宮沢賢治について、地域とのかかわり、生前の活動・業績などを解りやすく、かつ詳しく展示している。

## みどころ
- 「石っこ賢さん」とも呼ばれた宮沢賢治にちなんで集められた、岩手県内外で産出された珍しい鉱石がある。
- また、2005年から開館した図書館「双思堂文庫」には、賢治に関する希少本が多数ある。
- 小中学生を対象とした、遊びながら科学する講座も定期的に開催されている。

## 施設

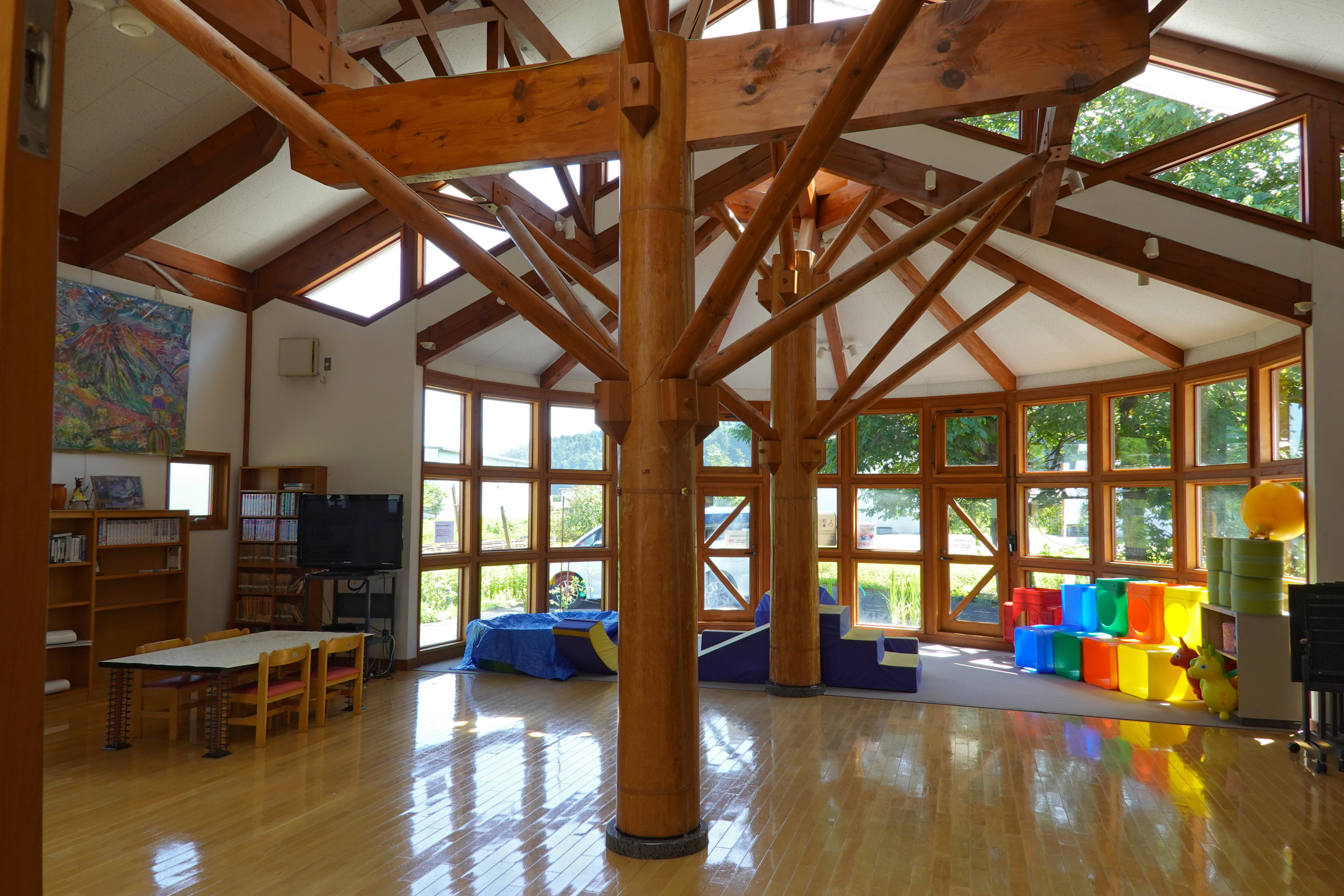
太陽のホール
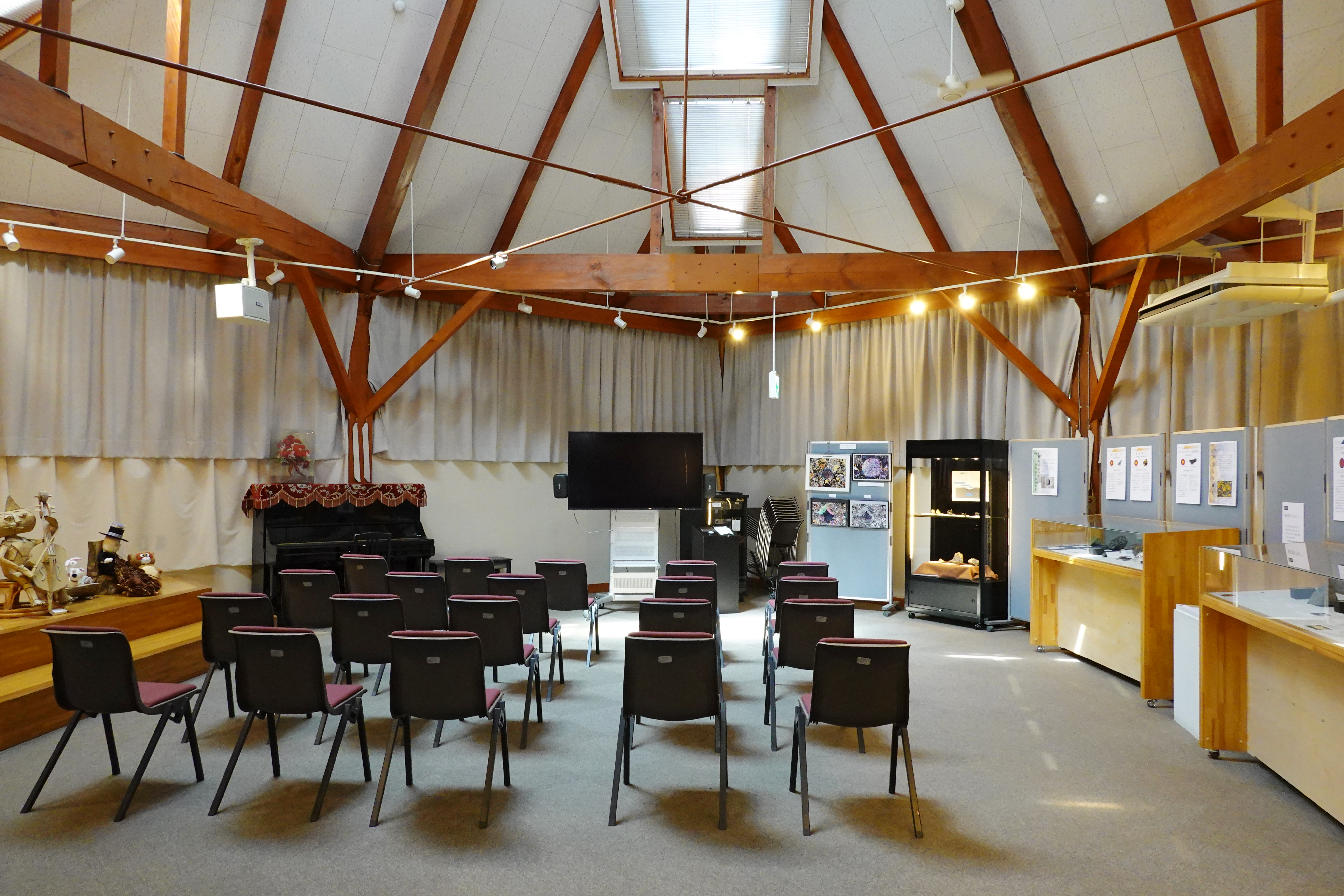
風のホール
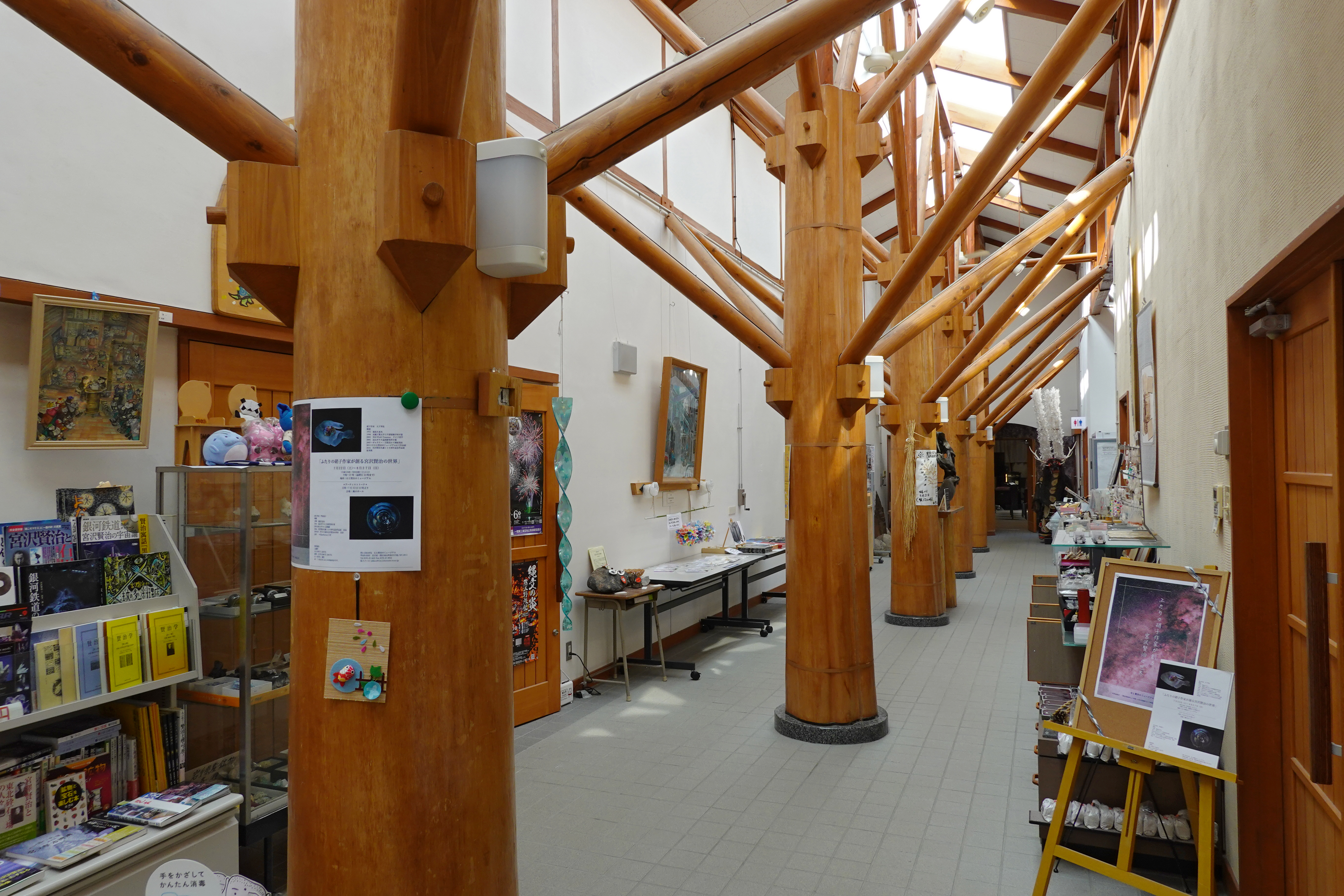
ペネタ雲の広場
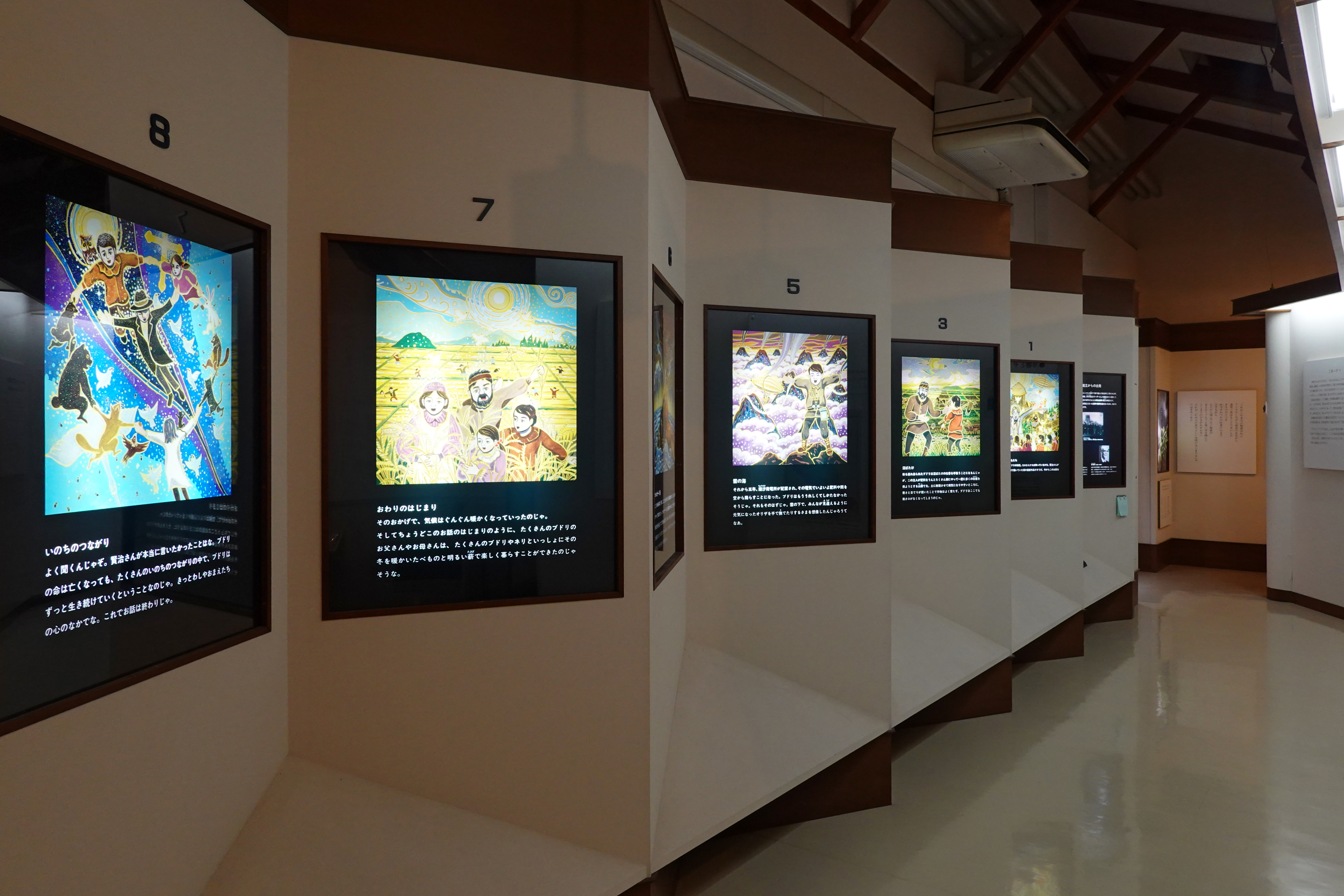
グズコーブドリのまち展示室
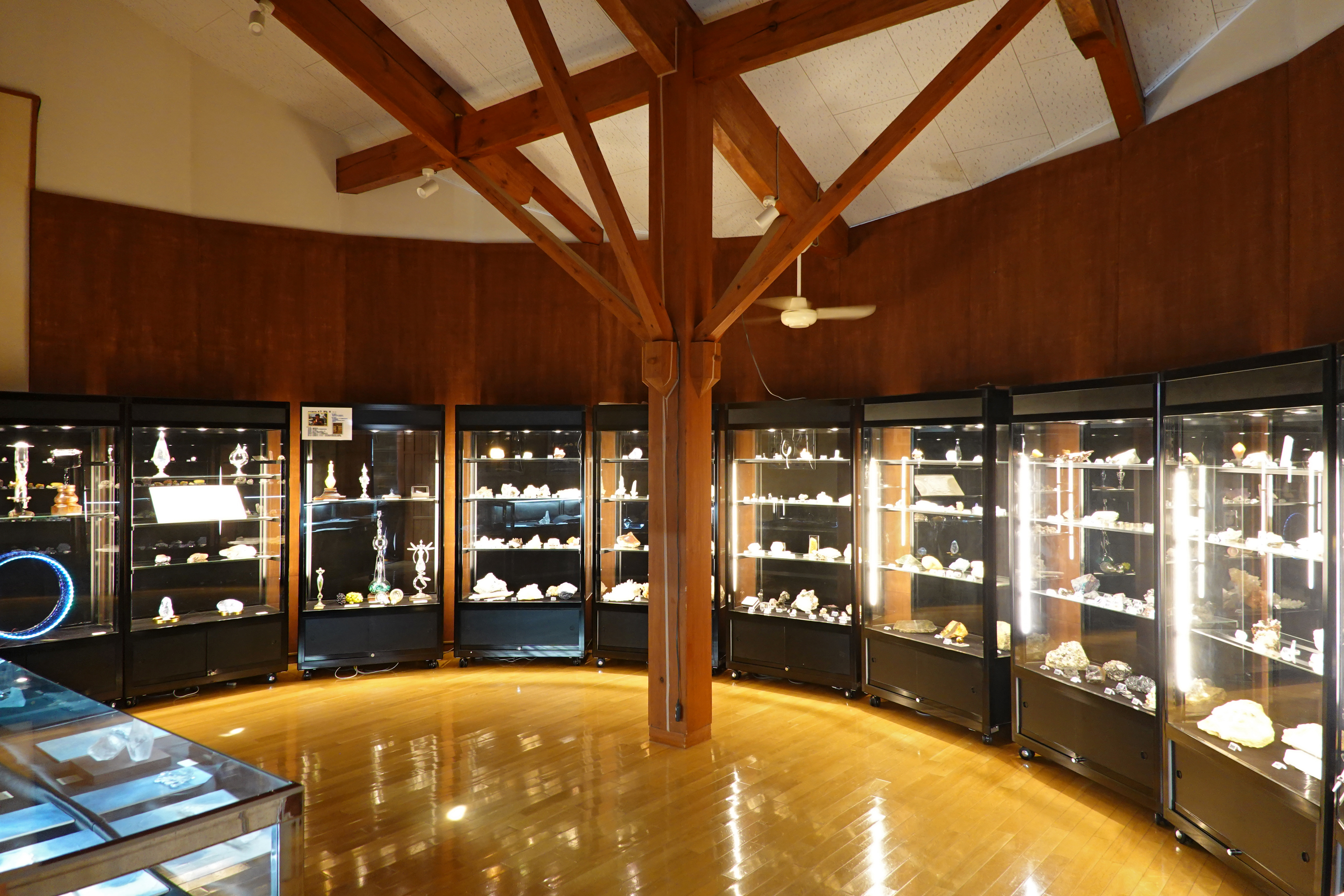
鉱物展示室
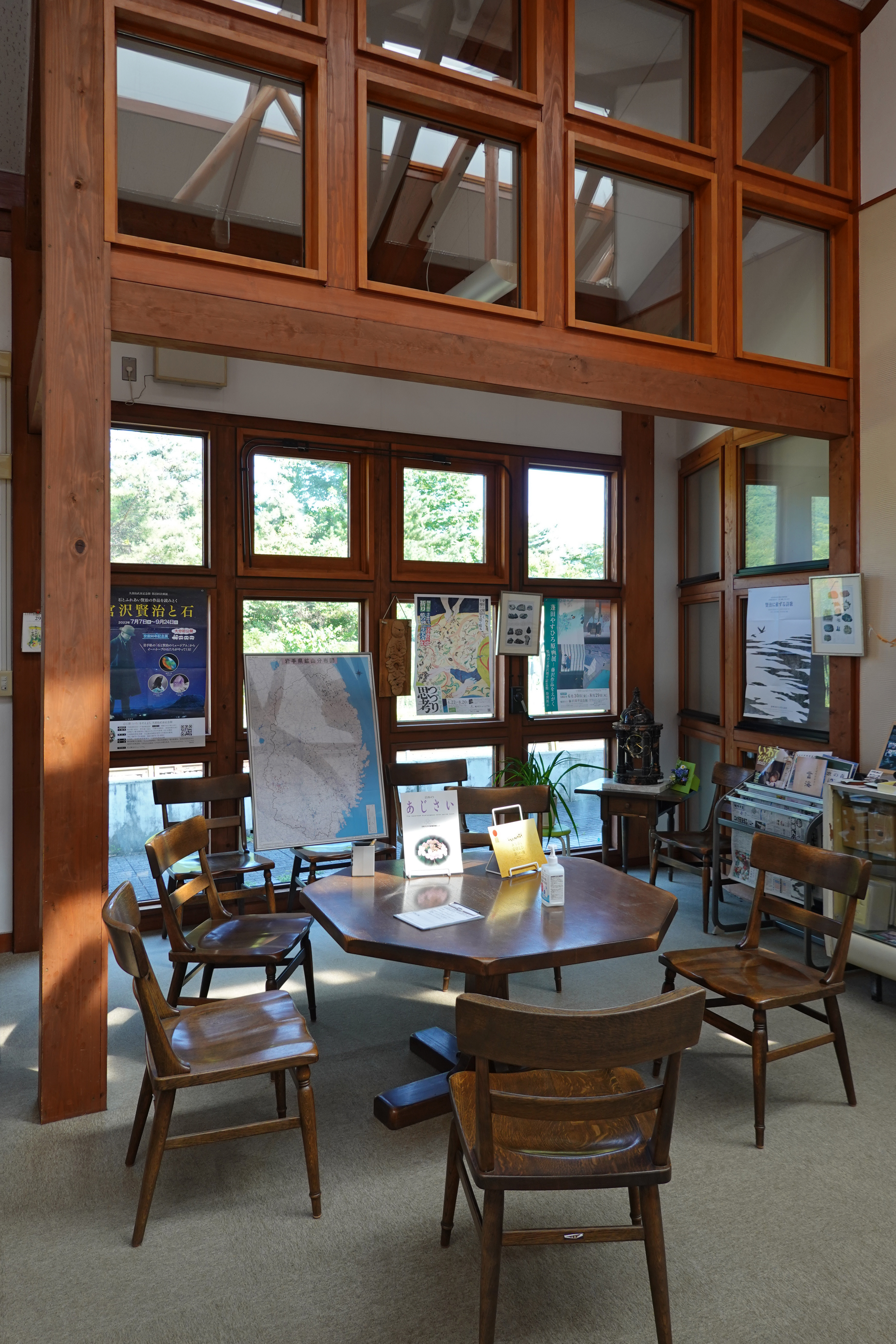
物販コーナー
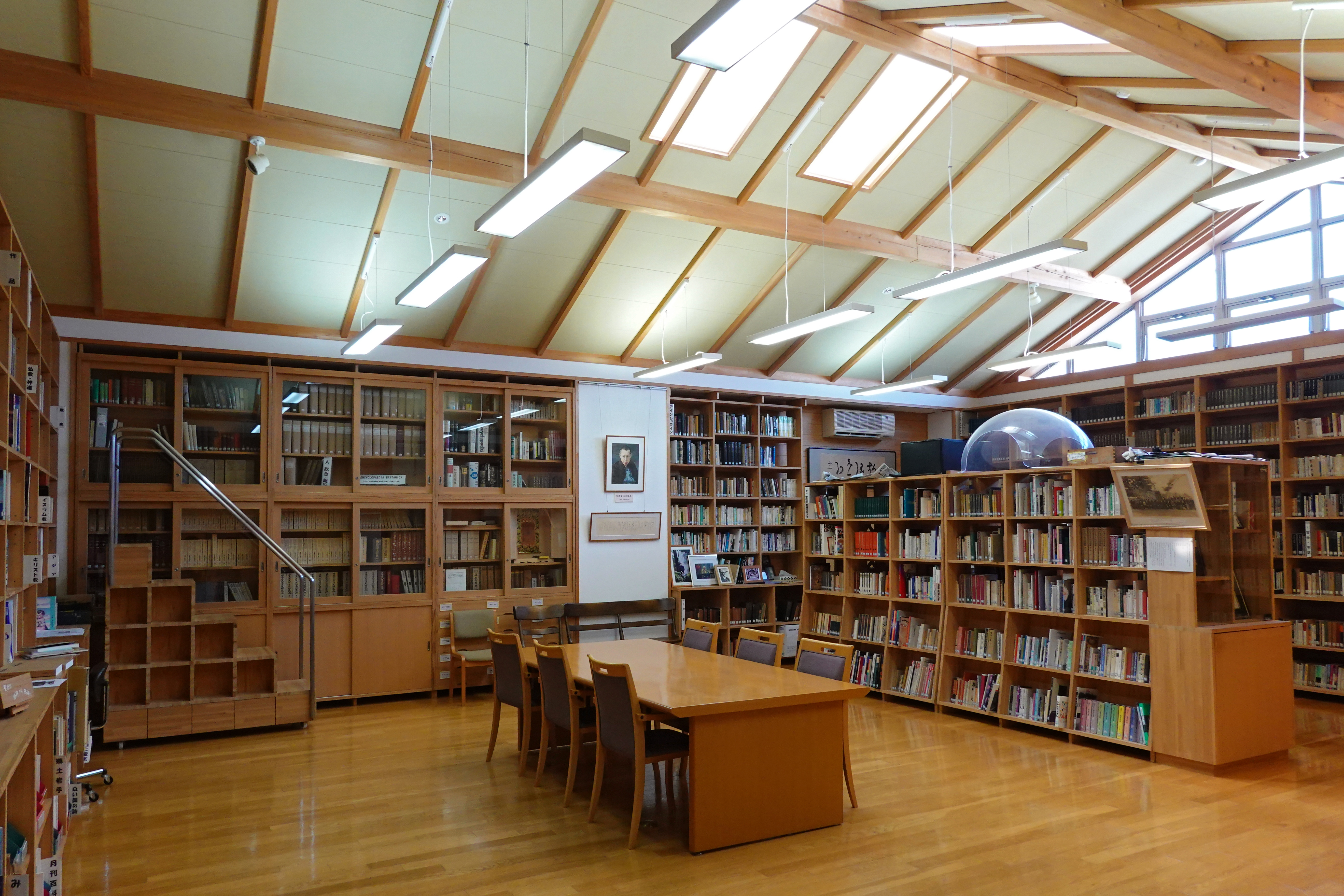
双思堂文庫

- 太陽のホール
- 風のホール
- ペネタ雲の広場
- グズコーブドリのまち展示室
- 鉱物展示室
- 物販コーナー
- 双思堂文庫

## アクセス
- 鉄道
  - 大船渡線陸中松川駅下車徒歩3分。
広域的なアクセス : 東北新幹線一ノ関駅で大船渡線に乗り換え。

- 自家用車
  - 東北自動車道一関IC→県道一関大東線猊鼻渓方面30分
  - 東北自動車道平泉前沢IC→県道平泉舞川線東山方面35分
  - 東北自動車道水沢IC→国道343号線東山方面40分
  - 陸前高田市→国道343号線大東・一関方面 50～60分
  - 気仙沼市→国道284号線千厩町経由50分

## 営業時間
午前10時 - 午後5時

### 休館日
月曜日、祝日の翌日、年末年始

## 入館料
- 大人（高校生以上） - 300円（250円）
- 小・中学生 - 200円（150円）
- ※（ ）内は20名以上の団体料金